# Australian Touring Car Championship 1996
Sezon 1996 w Australian Touring Car Championship był 37. sezonem Australijskich Mistrzostw Samochodów Turystycznych. Rozpoczął się on 27 stycznia na torze Eastern Creek Raceway a zakończył 16 czerwca wyścigami na torze Oran Park Raceway.
Sezon składał się z dziesięciu rund po trzy wyścigi. Tytuł mistrzowski zdobył w swoim debiutanckim sezonie Craig Lowndes, a wicemistrzem został obrońca tytułu John Bowe.

## Lista startowa
| Zespół                                           | Samochód            | Nr  | Kierowcy                   |
| ------------------------------------------------ | ------------------- | --- | -------------------------- |
| Dick Johnson Racing                              | Ford EF Falcon      | 1   | John Bowe                  |
| Dick Johnson Racing                              | Ford EF Falcon      | 17  | Dick Johnson               |
| Gibson Motor Sport                               | Holden VR Commodore | 2   | Mark Skaife                |
| Gibson Motor Sport                               | Holden VR Commodore | 6   | Jim Richards               |
| Lansvale Racing Team                             | Holden VP Commodore | 3   | Trevor Ashby Steve Reed    |
| Wayne Gardner Racing                             | Holden VR Commodore | 4   | Wayne Gardner              |
| Wayne Gardner Racing                             | Holden VR Commodore | 7   | Neil Crompton              |
| Holden Racing Team                               | Holden VR Commodore | 05  | Peter Brock                |
| Holden Racing Team                               | Holden VR Commodore | 15  | Craig Lowndes              |
| Perkins Engineering (Castrol Perkins Motorsport) | Holden VR Commodore | 8   | Russell Ingall             |
| Perkins Engineering (Castrol Perkins Motorsport) | Holden VR Commodore | 11  | Larry Perkins              |
| Larkham Motor Sport                              | Ford EF Falcon      | 10  | Mark Larkham               |
| Malcolm Stenniken                                | Holden VR Commodore | 14  | Malcolm Stenniken          |
| Tim Slako                                        | Holden VR Commodore | 24  | Tim Slako                  |
| Tony Longhurst Racing                            | Ford EF Falcon      | 25  | Tony Longhurst             |
| M3 Motorsport                                    | Holden VP Commodore | 26  | John Cotter                |
| M3 Motorsport                                    | Holden VP Commodore | 29  | Peter Doulman              |
| Terry Finnigan                                   | Holden VR Commodore | 27  | Terry Finnigan             |
| Playscape Racing                                 | Ford EF Falcon      | 28  | Kevin Waldock              |
| Glenn Seton Racing (Ford Credit Racing)          | Ford EF Falcon      | 30  | Glenn Seton                |
| Phil Johnson                                     | Holden VR Commodore | 31  | Grant Johnson              |
| Garry Rogers Motorsport                          | Holden VR Commodore | 32  | Steven Richards            |
| Pro-Duct Racing                                  | Holden VR Commodore | 33  | Bob Pearson                |
| Claude Giorgi                                    | Ford EB Falcon      | 34  | Claude Giorgi              |
| Scotty Taylor Racing                             | Holden VP Commodore | 37  | Bill Attard Alan Taylor    |
| James Rosenberg Racing                           | Holden VR Commodore | 38  | Mark Poole                 |
| Challenge Motorsport                             | Holden VR Commodore | 39  | Chris Smerdon              |
| Gary Willmington Performance                     | Ford EB Falcon      | 41  | Garry Willmington          |
| Mal Rose Racing                                  | Holden VR Commodore | 44  | Mal Rose                   |
| John Faulkner Racing                             | Holden VR Commodore | 46  | John Faulkner              |
| Daily Planet Racing                              | Ford EB Falcon      | 47  | John Trimbole David Attard |
| Alcair Racing                                    | Holden VR Commodore | 49  | Greg Crick                 |
| Peter McLeod                                     | Holden VR Commodore | 50  | Peter McLeod               |
| Steven Ellery Racing                             | Ford EF Falcon      | 52  | Steven Ellery              |
| Truckie Parsons                                  | Holden VR Commodore | 55  | David „Truckie” Parsons    |
| Novacastrian Motorsport                          | Holden VP Commodore | 62  | Wayne Russell              |
| PACE Racing                                      | Holden VP Commodore | 74  | Kevin Heffernan            |
| John Sidney Racing                               | Ford EF Falcon      | 75  | Max Dumesny                |
| Cadillac Productions                             | Holden VP Commodore | 79  | Mike Conway                |
| Shaun Walker                                     | Holden VR Commodore | 99  | Shaun Walker               |
| Alan Jones Racing                                | Ford EF Falcon      | 201 | Paul Romano                |
| Alan Jones Racing                                | Ford EF Falcon      | 301 | Alan Jones                 |

## Kalendarz
| Runda | Tor                               | Data              | Zwycięzca      | Zwycięzca    | Zwycięzca  | Zwycięzca  | Zwycięzca  | Zwycięzca           |
| Runda | Tor                               | Data              | rundy          | kwalifikacji | wyścigu 1  | wyścigu 2  | wyścigu 3  | Zespół              |
| ----- | --------------------------------- | ----------------- | -------------- | ------------ | ---------- | ---------- | ---------- | ------------------- |
| 1     | Eastern Creek Raceway             | 25-27 stycznia    | Craig Lowndes  | J. Bowe      | J. Bowe    | C. Lowndes | C. Lowndes | Holden Racing Team  |
| 2     | Sandown International Raceway     | 2-4 lutego        | Craig Lowndes  | J. Bowe      | C. Lowndes | J. Bowe    | G. Seton   | Holden Racing Team  |
| 3     | Mount Panorama Circuit            | 23-25 lutego      | John Bowe      | J. Bowe      | J. Bowe    | J. Bowe    | J. Bowe    | Dick Johnson Racing |
| 4     | Symmons Plains Raceway            | 15-17 marca       | Craig Lowndes  | C. Lowndes   | C. Lowndes | C. Lowndes | C. Lowndes | Holden Racing Team  |
| 5     | Phillip Island Grand Prix Circuit | 12-14 kwietnia    | Larry Perkins  | P. Brock     | C. Lowndes | L. Perkins | G. Seton   | Perkins Engineering |
| 6     | Calder Park Raceway               | 26–28 kwietnia    | Russell Ingall | C. Lowndes   | C. Lowndes | R. Ingall  | G. Seton   | Perkins Engineering |
| 7     | Lakeside International Raceway    | 10-12 maja        | Craig Lowndes  | D. Johnson   | C. Lowndes | C. Lowndes | C. Lowndes | Holden Racing Team  |
| 8     | Barbagallo Raceway                | 24-26 maja        | Craig Lowndes  | C. Lowndes   | C. Lowndes | C. Lowndes | C. Lowndes | Holden Racing Team  |
| 9     | Mallala Motor Sport Park          | 31 maja-2 czerwca | Craig Lowndes  | J. Bowe      | C. Lowndes | C. Lowndes | W. Gardner | Holden Racing Team  |
| 10    | Oran Park Raceway                 | 14-16 czerwca     | Peter Brock    | P. Brock     | P. Brock   | P. Brock   | P. Brock   | Holden Racing Team  |

### Wyniki i klasyfikacja
| Miejsce | Kierowca        | EAS | SAN | BAT | SYM | PHI | CAL | LAK | BAR | MAL | ORA | Suma punktów |
| ------- | --------------- | --- | --- | --- | --- | --- | --- | --- | --- | --- | --- | ------------ |
| 1       | Craig Lowndes   | 56  | 46  | 13  | 60  | 20  | 26  | 60  | 60  | 50  | 32  | 423          |
| 2       | John Bowe       | 32  | 40  | 60  | 36  | 14  | 42  | 34  | 24  | 32  | 30  | 344          |
| 3       | Glenn Seton     | 28  | 44  | 20  | 32  | 37  | 30  | 27  | 42  | 4   | 44  | 308          |
| 4       | Peter Brock     | 10  | 26  | 34  | 48  | 12  | 10  | 32  | 32  | 22  | 60  | 286          |
| 5       | Larry Perkins   | 7   | 12  | 32  | 16  | 40  | 30  | 14  | 5   | 22  | 14  | 192          |
| 6       | Russell Ingall  | 20  | 26  | 8   | 8   | 22  | 52  | 14  | 8   | 18  | 7   | 183          |
| 7       | Wayne Gardner   | 36  | 14  | 14  | 2   | 18  | 20  | 4   | 22  | 28  | 24  | 182          |
| 8       | Alan Jones      | 14  | 1   | 10  | 14  | 25  | 0   | 36  | 28  | 32  | 20  | 180          |
| 9       | Mark Skaife     | 8   | 40  | 16  | 16  | NU  | 16  | 10  | 26  | 15  | 30  | 177          |
| 10      | Dick Johnson    | 22  | 10  | 40  | 7   | 28  | 13  | 28  | NU  | 18  | 7   | 173          |
| 11      | Tony Longhurst  | 12  | NU  | 10  | 12  | 12  | 26  | 8   | 20  | NU  | 1   | 101          |
| 12      | Steven Richards | 0   | 12  | 0   | 2   | 16  | 8   | 9   | 5   | 24  | 8   | 84           |
| 13      | Neil Crompton   | 22  | 6   | 21  | 24  |     |     |     |     |     | NU  | 73           |
| 14      | Paul Romano     | 10  | 1   | NU  | NU  | 13  | 2   | 3   | 2   | NU  | NU  | 31           |
| 15      | Steven Ellery   | 0   | 1   | 0   | 1   | 12  | 1   | 0   | 5   | 6   | 2   | 28           |
| 16      | Max Dumesny     |     |     |     |     | 8   | NU  |     |     | 5   | NS  | 13           |
| 17      | John Faulkner   |     |     |     |     | 2   | 3   | NU  |     |     | NU  | 5            |
| 18      | Greg Crick      | 1   | 0   | 1   | 1   | NU  | 0   | NU  | 0   | NU  | NU  | 3            |
| 19      | Kevin Waldock   |     |     |     |     |     |     |     | NU  | 2   |     | 2            |
| 20      | Terry Finnigan  | 1   |     | 0   |     |     |     |     |     |     | 0   | 1            |
| 20      | Mark Poole      |     | 0   |     |     |     | 0   |     |     | 1   |     | 1            |
| Miejsce | Kierowca        | EAS | SAN | BAT | SYM | PHI | CAL | LAK | BAR | MAL | ORA | Suma punktów |

| Klucz punktacji | Klucz punktacji | Klucz punktacji | Klucz punktacji | Klucz punktacji | Klucz punktacji | Klucz punktacji | Klucz punktacji | Klucz punktacji | Klucz punktacji | Klucz punktacji |
| Miejsce         | 1               | 2               | 3               | 4               | 5               | 6               | 7               | 8               | 9               | 10              |
| --------------- | --------------- | --------------- | --------------- | --------------- | --------------- | --------------- | --------------- | --------------- | --------------- | --------------- |
| Punkty          | 20              | 16              | 14              | 12              | 10              | 8               | 6               | 4               | 2               | 1               |

W porównaniu z poprzednim sezonem zrezygnowano z wyścigów Dash for Cash, a każda runda składała się teraz z trzech krótszych równo punktowanych wyścigów (ok. 40–60 km każdy).
Pozycje startowe w pierwszym wyścigu ustalane były każdorazowo poprzez kwalifikacje. Wyniki pierwszego wyścigu były jednocześnie pozycjami startowymi w drugim wyścigu, a wyniki drugiego wyścigu były pozycjami startowymi do trzeciego.
Miejsce zajęte w danej rundzie określano poprzez zsumowanie wszystkich punktów zdobytych podczas danej rundy. W przypadku takiej samej liczby punktów u kierowców wyższe miejsce zajmował ten który zajął wyższą pozycję w trzecim wyścigu.